# Castanotherium ferum
Castanotherium ferum är en mångfotingart som först beskrevs av Carl Graf Attems 1935.  Castanotherium ferum ingår i släktet Castanotherium och familjen Zephroniidae. Inga underarter finns listade i Catalogue of Life.